# بزرگراه فدرال استرالیا
بزرگراه فدرال یک بزرگراه در ایالتهای نیو ساوت ولز و قلمرو پایتختی (ACT) در کشور استرالیا است. بزرگراه فدرال مسیر اصلی تردد جاده‌ای بین سیدنی و کانبرا است.
انتهای شمال شرقی بزرگراه فدرال در تقاطع بزرگراه هیوم در نزدیکی شهر گولبرن در ۷۲٫۷ کیلومتر (۴۵٫۲ مایل) جنوب غربی کانبرا قرار دارد. انتهای جنوب غربی این بزرگراه به بزرگراه بارتون در حومه سیدنی می‌رسد.

## نگارخانه

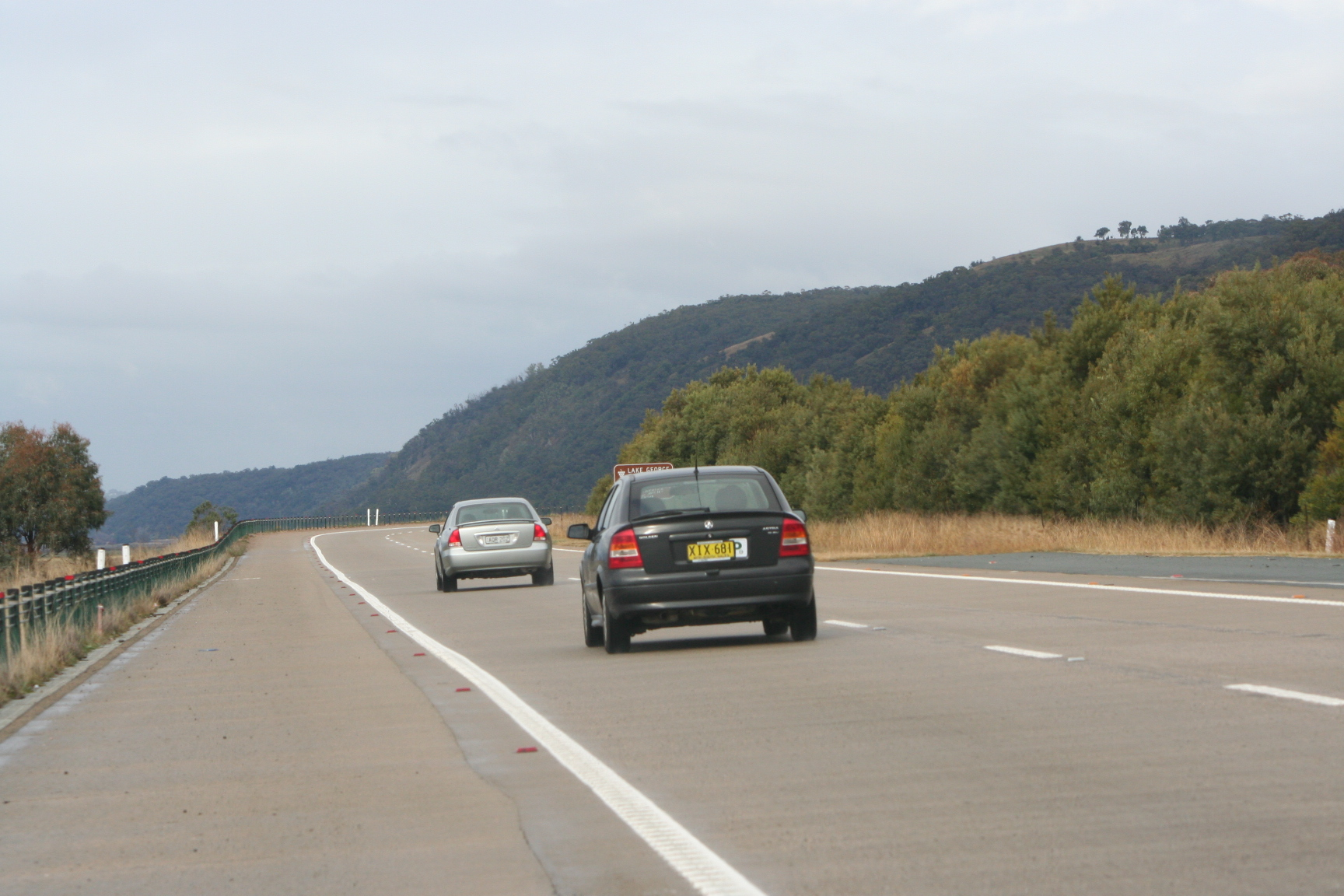
بزرگراه فدرال.
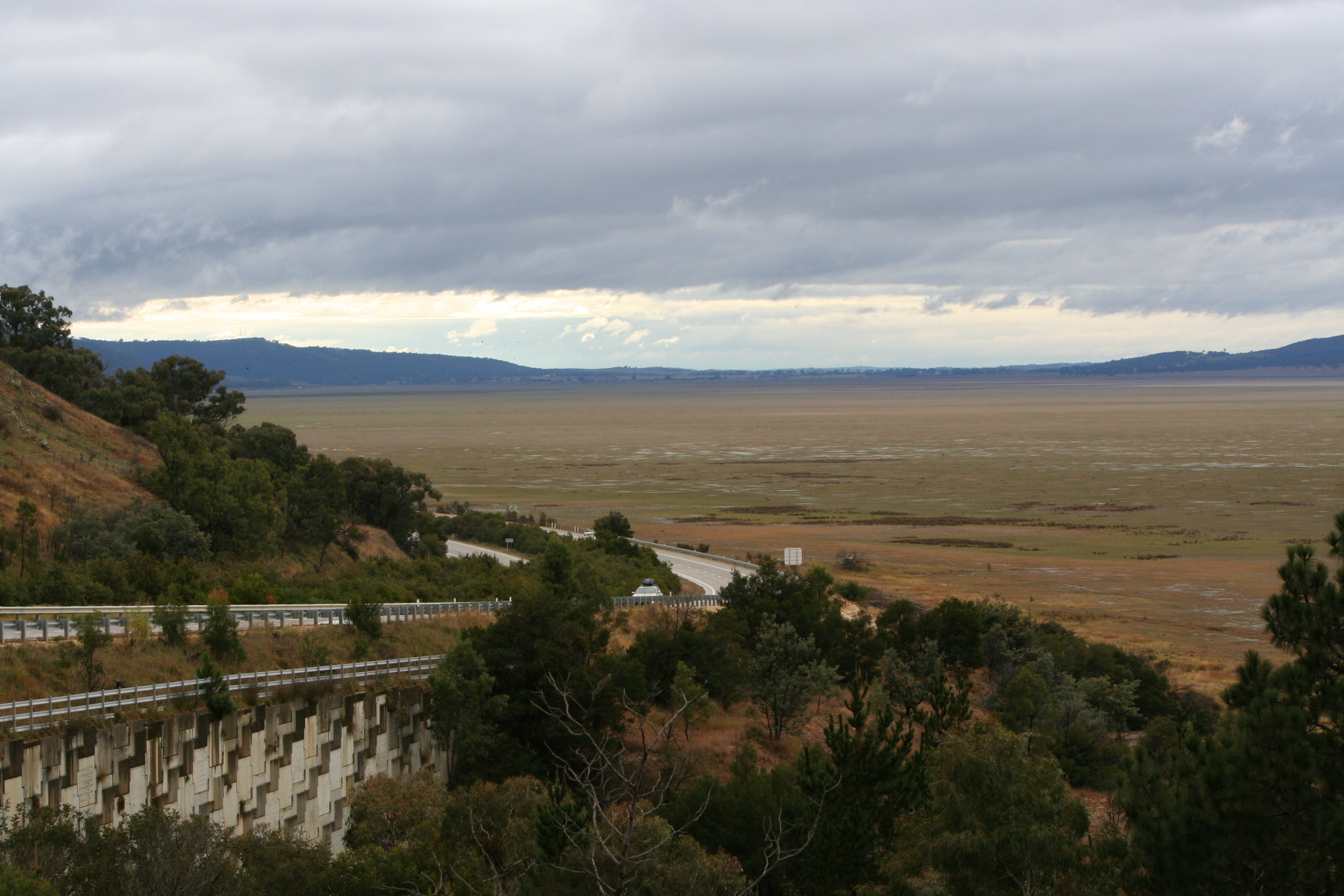
صعودی دریاچه جرج
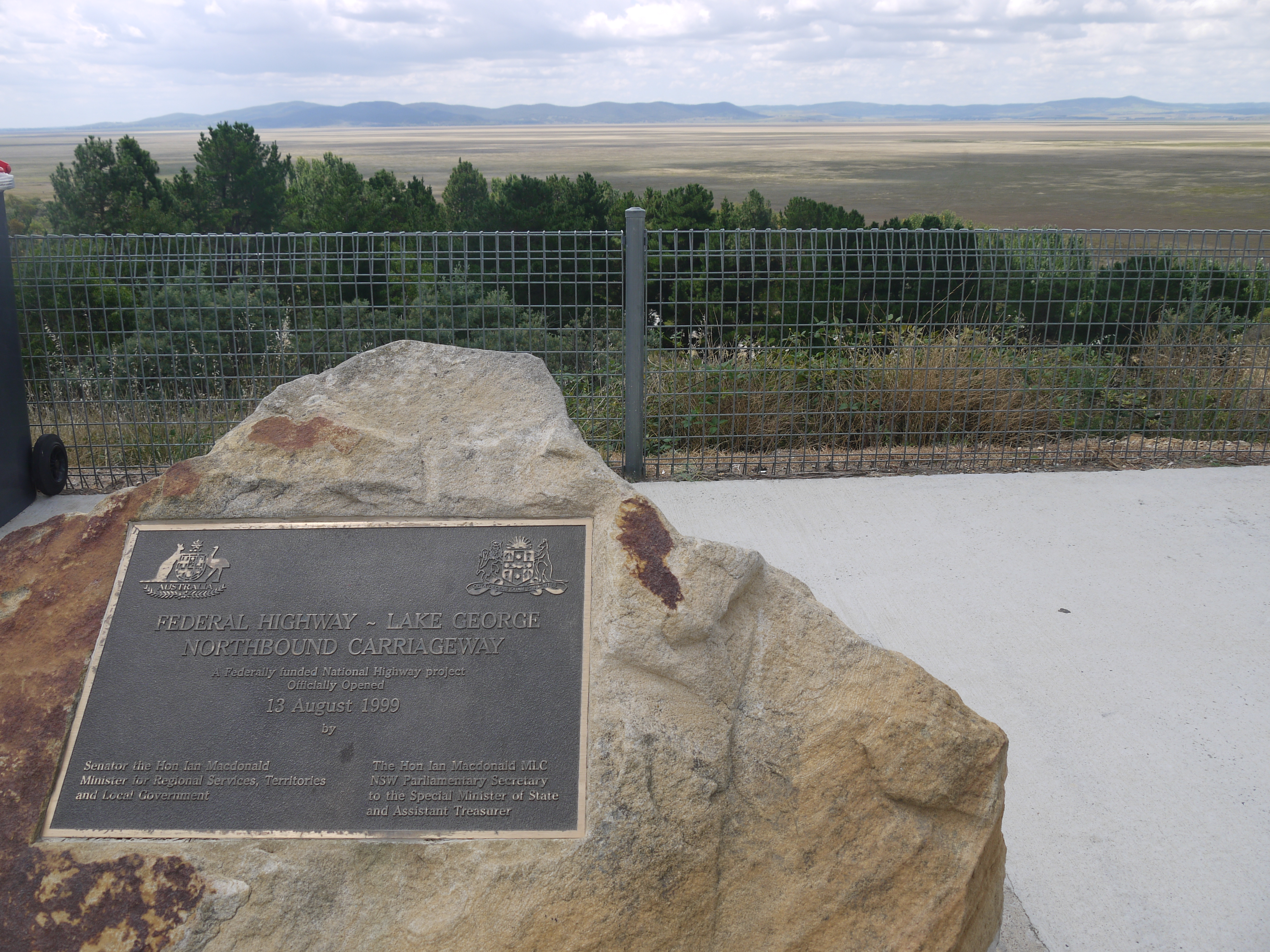
یادبود بزرگراه فدرال در کنار دریاچه.
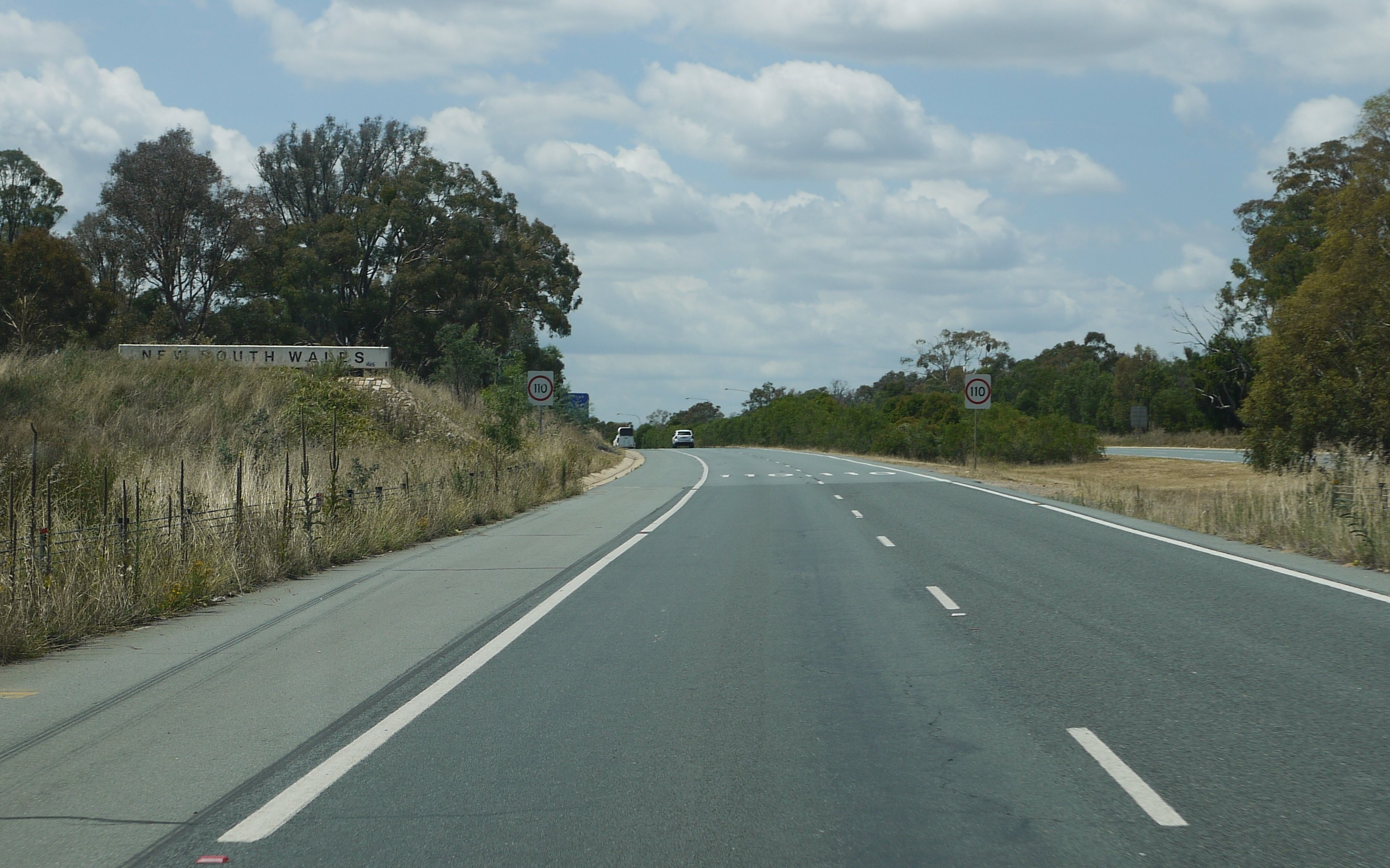
بزرگراه در مرکز نیوساوت ولز